# Wojciech Kucharski (generał)
Wojciech Kucharski (ur. 12 grudnia 1960 w Bydgoszczy) – generał brygady Wojska Polskiego w stanie spoczynku; dowódca Brygady Wsparcia Dowodzenia Wielonarodowego Korpusu Północny-Wschód (2011–2012); dowódca 21 Brygady Strzelców Podhalańskich (2012–2015); zastępca szefa Zarządu Użycia Sił Zbrojnych i Szkolenia P3/P7 SG WP (2016–2018); zastępca szefa sztabu Dowództwa Eurokorpusu (2018–2020).

## Życiorys
Wojciech Kucharski urodził się 12 grudnia 1960 w Bydgoszczy. 

### Wykształcenie
Absolwent Wyższej Szkole Oficerskiej Wojsk Pancernych (1984), Akademia Obrony Narodowej w Warszawie (1992), Ogólnowojskowego Kolegium Obrony w Paryżu (1994), Centrum Wyższych Studiów Wojskowych w Paryżu oraz Instytutu Wyższych Studiów Obrony Narodowej w Paryżu (2009–2010). Ukończył także Międzynarodowy Kurs Zarządzania Kryzysowego w Oberammergau (2006), pilotażowy Kurs Europejskiej Polityki Bezpieczeństwa i Obrony dla Służb Prasowych w Brukseli (2006) oraz podstawowy Kurs Europejskiej Polityki Bezpieczeństwa i Obrony w Brukseli (2007).

### Służba wojskowa
Wojciech Kucharski we wrześniu 1980 podjął studia wojskowe jako podchorąży jako podchorąży w Wyższej Szkole Oficerskiej Wojsk Pancernych w Poznaniu. Promowany w 1984 na podporucznika. Służbę zawodową rozpoczął jako dowódca plutonu, a następnie dowódca kompanii w 60 pułku czołgów w Elblągu. W 1992 został skierowany do Legionowa, gdzie objął stanowisko starszego oficera operacyjnego w 1 Dywizji Zmechanizowanej. W październiku 1994 został wyznaczony na stanowisko starszego oficera Wydziału Szkolenia 16 Dywizji Zmechanizowanej w Elblągu. Po trzech latach objął funkcję szefa szkolenia – zastępcy dowódcy 4 Brygady Kawalerii Pancernej w Orzyszu. W 1996 w Creil (Francja) uczestniczył w kursie dla inspektorów traktatu o konwencjonalnych siłach zbrojnych w Europie. Od października 1998 pełnił funkcję starszego oficera Wydziału Gotowości Bojowej Oddziału Operacyjnego w Dowództwie Wojsk Lądowych. W 2000 został szefem Wydziału Gotowości Bojowej Oddziału Gotowości Bojowej i Mobilizacyjnej. W 2003 objął obowiązki zastępcy szefa Oddziału Gotowości Bojowej i Mobilizacyjnej. W latach 2004–2007 pełnił służbę w Sztabie Wojskowym Unii Europejskiej w Brukseli na stanowisku starszego specjalisty Oddziału Ćwiczeń, Szkoleń i Analiz. Po powrocie do kraju w 2007 został głównym specjalistą Zarządu Operacji Lądowych Sztabu Wojsk Lądowych. W 2008 dowodził I zmianą Polskiego Kontyngentu Wojskowego w Czadzie w misji Unii Europejskiej. 

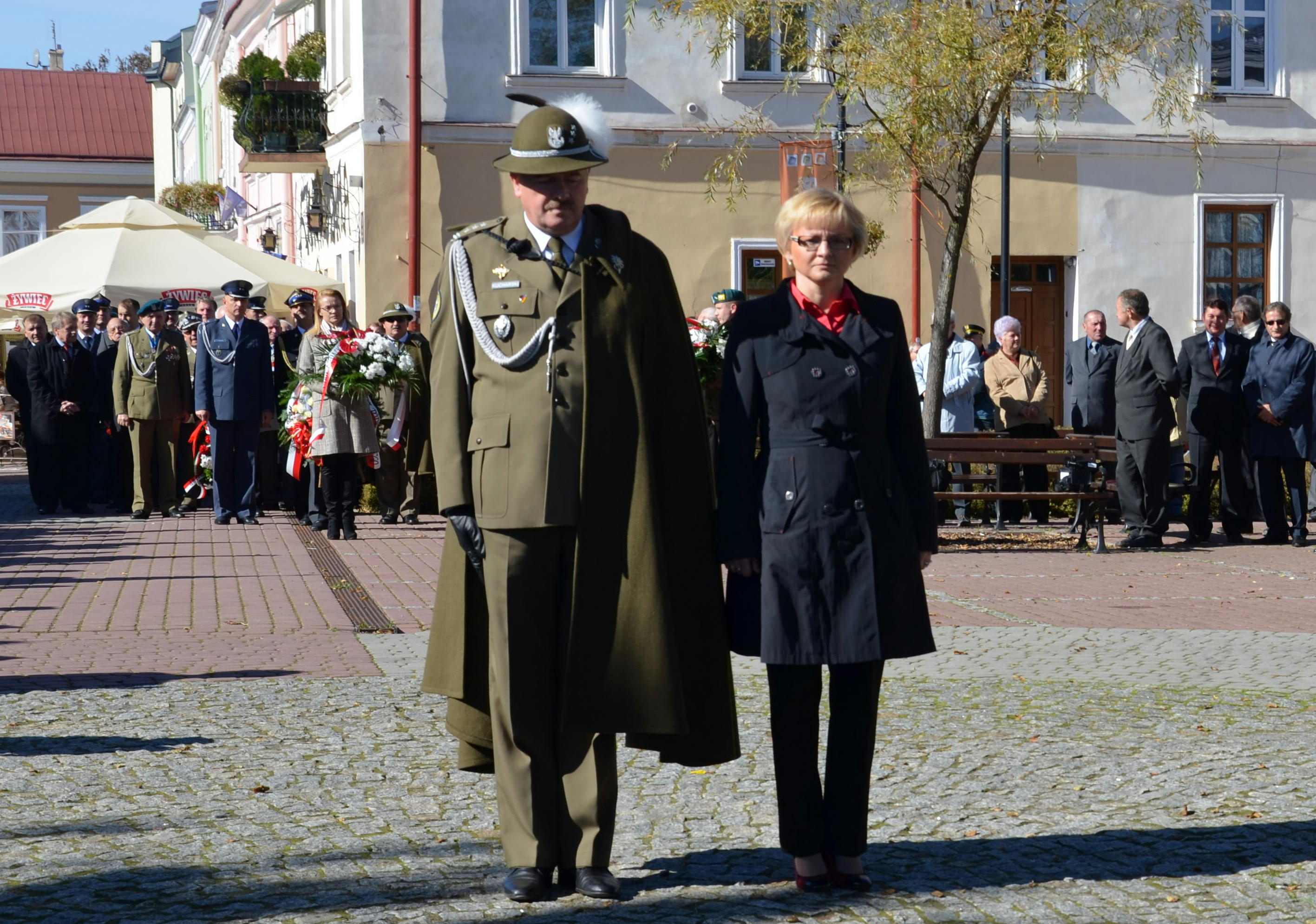
płk Wojciech Kucharski (2013)

 Od marca 2011 był dowódcą Brygady Wsparcia Dowodzenia Wielonarodowego Korpusu Północny Wschód. 14 listopada 2012 w Wałczu w obecności gen. broni Zbigniewa Głowienki dokonał przekazania sztandaru w ręce swojego następcy płka Krzysztofa Króla. Od 16 listopada 2012 piastował stanowisko dowódcy 21 Brygady Strzelców Podhalańskich do 9 października 2015. W dniu 15 sierpnia 2014 awansowany przez Prezydenta RP Bronisława Komorowskiego na stopień generała brygady. W 2016 został wyznaczony na stanowisko zastępcy szefa Zarządu Użycia Sił Zbrojnych i Szkolenia P3/P7 SG WP. 28 marca 2017 uczestniczył w przekazaniu dowodzenia w Dowództwie EUFOR oraz wizytował żołnierzy XIII zmiany w PKW EUFOR Althea Unii Europejskiej w Bośni i Hercegowinie (Butmir - Sarajewo). W 2018 objął funkcję zastępcy szefa sztabu Dowództwa Eurokorpusu (ang. Eurocorps, The European Corps) – EC (Strasburg, Francja). Był tam do 2020 starszym specjalistą oddziału ćwiczeń, szkoleń i analiz, zajmował się wówczas m.in. tworzeniem Europejskiego Kolegium Bezpieczeństwa i Obrony, po czym był w dyspozycji SG WP. 24 września 2021 po 40 latach zakończył zawodową służbę wojskową. 

## Awanse
- podporucznik – 1984[1]

(...)
- generał brygady – 15 sierpnia 2014[10]

## Ordery, odznaczenia i wyróżnienia
- Srebrny Krzyż Zasługi
- Srebrny Medal za Długoletnią Służbę
- Gwiazda Czadu (2011)[11]
- Srebrny Medal „Siły Zbrojne w Służbie Ojczyzny”
- Srebrny Medal „Za zasługi dla obronności kraju”
- Odznaka Honorowa Wojsk Lądowych
- Odznaka pamiątkowa 4 Brygady Kawalerii Pancernej – 1997 (ex officio)
- Odznaka pamiątkowa Brygady Wsparcia Dowodzenia Wielonarodowego Korpusu Północny Wschód – 2011 (ex officio)
- Wojskowa Odznaka Sprawności Fizycznej I stopnia

i inne

## Życie prywatne
Jest żonaty, ma trzech synów. Włada językiem angielskim i francuskim, interesuje się literaturą i historią wojen. Podczas służby w Brukseli poznał fińskich oficerów i zainteresował się historią ich kraju. Ukończył roczny kurs myśliwski i otrzymał patent.